# Грачёво-Кустовское муниципальное образование
Грачёво-Кустовское муниципальное образование — сельское поселение в Перелюбском районе Саратовской области. Административный центр — село Грачёв Куст. На территории поселения находятся 3 населённых пункта — 1 село, 1 деревня , 1 хутор .

## Население
| 2010 | 2011 | 2012 | 2013 | 2014 | 2015 | 2016 |
| ---- | ---- | ---- | ---- | ---- | ---- | ---- |
| 904  | ↘903 | →903 | ↘877 | ↘856 | ↘829 | ↘805 |
| 2017 | 2018 | 2019 | 2020 | 2021 |      |      |
| ↘790 | ↘788 | ↘757 | ↘735 | ↘663 |      |      |

## Состав сельского поселения
| № | Населённый пункт | Тип населённого пункта       | Население |
| - | ---------------- | ---------------------------- | --------- |
| 1 | Аннин Верх       | деревня                      | ↘119      |
| 2 | Грачёв Куст      | село, административный центр | ↘784      |
| 3 | Наука            | хутор                        | 1         |